# Нарушевич, Адам Станислав
Адам Тадеуш Станислав Наруше́вич герба Вадвич (пол. Adam Tadeusz Stanisław Naruszewicz; 20 октября 1733 — 6 июля 1796, Янов Подляский) — римско-католический епископ, профессор виленского университета (академии), поэт и историк, один из главнейших представителей Эпохи Просвещения в Речи Посполитой. Написал труд «История польского народа» („Historya narodu polskiego“). Его идеалом была сильная королевская власть.

## Биография
Нарушевич происходил из белорусской дворянской семьи; воспитание получил в Пинске, в иезуитской коллегии и 15-ти лет от роду был приписан к ордену. Высшее образование получил в Лионе; после обучения был назначен одним из четырёх профессоров латинской словесности в Виленской академии Общества Иезуитов.

## Творчество

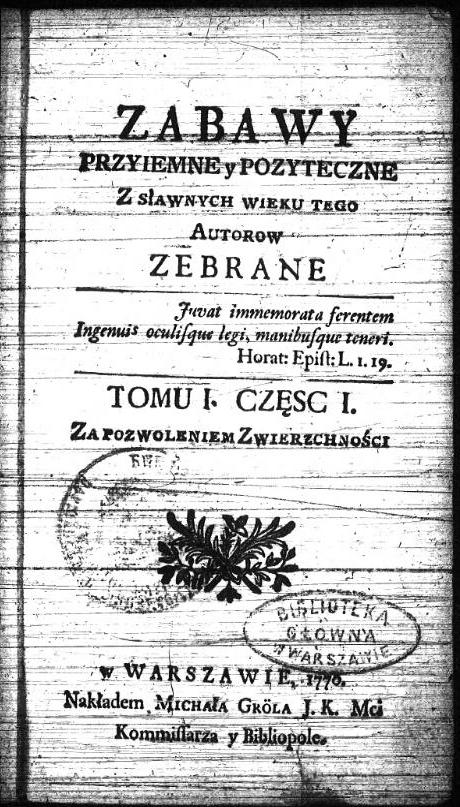
«Приятные и полезные развлечения»

В 1757 году издал поэтические произведения Сарбиевского. Совершил путешествие по Франции, Италии и Германии; по возвращении преподавал сначала политику в Виленской академии, а затем богословие в варшавской «Collegium Nobilium».
Он переводил на польский язык Горация, Тацита. С 1770 года он предпринял вместе с Альбертранди издание журнала, посвящённого изящной литературе („Zabawy przyjemne i pożyteczne“), в котором помещал свои лирические и сатирические стихотворения. Собрание своих произведений — оригинальных и переводных — Нарушевич издал впервые в 1778 году в четырёх томах под общим заглавием «Сочинения».
После запрета ордена иезуитов в 1773 году Нарушевич удалился из Варшавы в Виленскую губернию, где получил в управление два прихода. Здесь он написал поэму «На иезуитских обломках» („Na ruinie Iezuitów“), которая была издана в Варшаве в 1775 году.
Вскоре Нарушевич получил должность второго епископа (coadiutor) смоленской епархии.
В 1787 году Нарушевич сопровождал короля Станислава-Августа в его путешествии по Украине и был представлен в Каневе императрице Екатерине II, которой преподнёс своё «Описание Тавриды» („Tauryka, czyli wiadomości starozytne i późniejsze о stanie i mieszkańcach Krymu“) — историческое исследование о Крымском полуострове и его населении в древнейшее и новейшее время.
Нарушевич принимал участие в Четырёхлетнем сейме. В 1790 году он был назначен епископом Луцка и в этой должности в 1792 году произнёс речь в память конституции 3 мая 1791 года.

## Сочинения
- «История Яна Кароля Ходкевича, воеводы виленского, великого гетмана Великого княжества Литовского» («Historya Jana Karola Chodkiewicza,WojewodyWileńskiego, Hetmana Wielkiego W. X. Lit.»), Варшава, 1805 г.
- «Дневник путешествия короля Станислава-Августа на Украину в 1787 году» («Dyaryusz podrózy Stanisława-Augusta krola na Ukrainę w roku 1787»), изданное в Варшаве в 1788 и 1805 гг.